# Reposaari (ö i Norra Karelen, Joensuu, lat 62,39, long 29,93)
Reposaari är en ö i Finland. Den ligger i sjön Pieni-Onkamo och i kommunen Joensuu i den ekonomiska regionen  Joensuu ekonomiska region  och landskapet Norra Karelen, i den sydöstra delen av landet, 400 km nordost om huvudstaden Helsingfors. Öns area är 59,1 hektar och dess största längd är 1,4 kilometer i öst-västlig riktning.